# Ion Atanasiu
Ion Atanasiu (n. 26 octombrie 1892, Iași – d. 14 aprilie 1949, București) a fost un geolog român.

## Biografie
A fost profesor de geologie la universitățile din Iași și București.
S-a ocupat cu studierea cutremurelor din România, a contribuit în mod deosebit la îndrumarea cercetărilor geologice referitoare la zăcămintele de petrol și gaze naturale.
În colaborare cu academicianul Gheorghe Macovei a elaborat o lucrare de sinteză asupra cretacicului din România.
A fost membru corespondent al Academiei Române din 1940.
A fost profesor de chimie și a fundat Școala Română de Electrochimie.
A inventat cerimetria,  o metodă de analiză  volumetrică  care folosește titrimetria cu Ceriu (IV) .
A fost membru titular al Academiei de Științe din România începând cu 3 iunie 1941.

## Distincții
- titlul de Profesor Emerit al Republicii Populare Romîne (18 august 1964) „pentru activitate deosebită în domeniul cercetării științifice și contribuție la dezvoltarea învățămîntului superior”[4]

## Opera
- Cecetări geologice în împrejurimile Tulgheșului, 1929
- Cutremurle din România, 1941
- Faciesurile flișulu marginal din partea centrală a Carpaților moldovenești, 1943
- Cutremurele de pămînt din România, Editura Academiei R. S. R., București, 1961